# Golf als Jocs Olímpics d'estiu de 1904

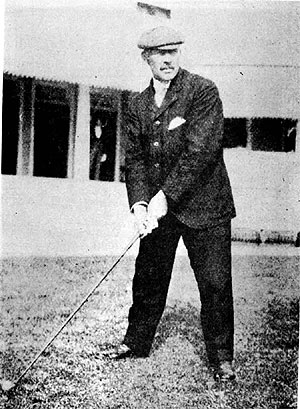
George Lyon, guanyador del torneig de golf als Jocs Olímpics de 1904 a St. Louis.

Als Jocs Olímpics de 1904 es disputaren dues proves de golf, individual masculina i per equips. La competició es disputà del 17 de setembre del 1904 al 24 de setembre del 1904.
Fou la segona i darrera participació de l'esport en uns Jocs. La prova masculina per equip fou nova i reemplaçà la individual femenina. La prova masculina individual fou disputada en sistema match play, en comptes de l'stroke play usat quatre anys abans.

## Comitès participants
Un total de 77 golfistes de dos comitès nacionals participaren en els jocs de St. Louis:
- Canadà (3)
- Estats Units (74)

## Resum de medalles
| Prova              | Or | Argent | Bronze |
| Individual detalls | George Lyon | Chandler Egan | Burt McKinnie Francis Newton |
| Equips detalls     | Estats Units Western Golf AssociationEdward Cummins Kenneth Edwards Chandler Egan Walter Egan Robert Hunter Nathaniel Moore Mason Phelps Daniel Sawyer Clement Smoot Warren Wood | Estats Units Trans-Mississippi Golf AssociationJohn Cady Albert Lambert John Maxwell Burt McKinnie Ralph McKittrick Francis Newton Henry Potter Frederick Semple Stuart Stickney William Stickney | Estats Units United States Golf AssociationDouglass Cadwallader Jesse Carleton Harold Fraser Arthur Hussey Orus Jones Allen Lard George Oliver Simeon Price John Rahm Harold Weber |

## Medaller
| Posició | País         | Or | Argent | Bronze | Total |
| 1       | Estats Units | 1  | 2      | 3      | 6     |
| 2       | Canadà       | 1  | 0      | 0      | 1     |